# Долмас
Долмас (греч. Ντολμάς) — необитаемый низкий песчаный остров в Греции, в северной части озера Месолонгион, южнее города Этоликон и входа в озеро Этоликон. Административно относится к общине (диму) Иера-Полис-Месолонгион в периферийной единице Этолия и Акарнания в периферии Западная Греция. 
Сыграл важную роль в третьей осаде Месолонгиона 26 февраля 1826 года. Среди погибших на острове в тот день — Григориос Лиакатас Γρηγόριος Λιακατάς, чей бюст установлен в Этоликоне. Лиакатас родом из Аспропотамоса (области одноимённой реки, притока Ахелооса в Трикале), до Революции служил арматолом в Клиноне. Лиакатас возглавлял отряд из 300 человек из Этоликона и 18 пушек, который защищал Месолонгион и Этоликон.
На острове находится часовня в честь Богородицы и памятник павшим в бою в 1826 году.